# Carl Wilhelm Törnegren
Carl Wilhelm Törnegren, född 23 april 1817 i Åbo, död 19 februari 1860 i Helsingfors, var en finländsk universitetslärare.

## Biografi
Törnegren föddes som son till bankdirektör Carl Johan Idestam och tjänarinnan Anna Greta Valbäck. Han gifte sig med Ottiliana Sofia Wärnhjelm.
Törnegren blev student 1830 samt filosofie kandidat 1836, filosofie licentiat 1841 och filosofie doktor 1844 vid Helsingfors universitet. Han utnämndes till biblioteksamanuens 1842 och docent i lärdomshistorien 1843. År 1845 blev han adjunkt och vice bibliotekarie, och 1851 blev han professor i lärdomshistoria samt universitetsbibliotekarie. Sedan professuren i lärdomshistoria indragits 1852, kvarstod han som universitetsbibliotekarie fram till sin död 1860.
Törnegren ägnade sig åt studier i de europeiska folkens moderna litteratur och historia. Han hade stor berättartalang i humoristisk riktning. Som skriftställare var han inte produktiv. Hans kåserier i Helsingfors Tidningar 1858 (Peräseinäjokibref) väckte uppmärksamhet. Hans genom formens behag utmärkta Dikter, dels originalpoem, dels översättningar, publicerades efter hans död i "Lännetär" (1860, del 1). Törnegrens liv skildrades av Axel Fredrik Granfelt i "Lännetär" (fjärde delen).

## Publikationer
- Primordia artis scenicae Hispanorum adumbrans (1843)[3]
- Circa Africam interiorem veteribus cognitam observationes quaedam (1844)
- De initiis carminis epici apud Italos (1845)
- Trubadurerne (1849)
- De Machiavello (1850)
- Helsning tillegnad de med Allernådigaste tillstädjelse den 29 Maj 1857 vid Kejserliga Alexanders-Universitetet i Finland promoverade femtioen magistrar  (1857)
- Dikter (1860)

## Utmärkelser
- Sankt Annas orden, tredje klass,  1856[2]
- Sankt Stanislausorden, andra klassen,  1859[2]

[Redigera Wikidata]